# Gary Daniels
Gary Edward Daniels (* 9. Mai 1963 in London) ist ein US-amerikanischer Schauspieler, Filmproduzent und ehemaliger Sportler britischer Abstammung.

## Leben
Gary Daniels, den als Kind Bruce Lee faszinierte, widmete sich dem Kickboxen. Er startete in einigen Meisterschaften in Großbritannien, wurde jedoch dreimal disqualifiziert. Daniels zog im Jahr 1980 in die Vereinigten Staaten, wo er bis zum Jahr 1993 an zahlreichen Kämpfen teilnahm und Anfang der 1990er Jahre die Meisterschaft von Kalifornien gewann.
Daniels debütierte als Schauspieler im Actionfilm Final Reprisal aus dem Jahr 1988. Danach spielte er in zahlreichen Actionfilmen, in denen er häufig die Hauptrolle übernahm wie American Streetfighter (1992) oder Speed Rage (1996), den er ebenfalls mitproduzierte. Im SF-Actionthriller Epicenter (2000) spielte er eine der Hauptrollen neben Traci Lords. Sein Schaffen umfasst mehr als 70 Produktionen.
Gary Daniels ist verheiratet und hat fünf Kinder.

## Filmografie (Auswahl)

### Als Schauspieler
- 1988: Final Reprisal
- 1991: Bloodfist Fighter 2 – Tödliche Rache (Ring of Fire)
- 1992: American Streetfighter
- 1992: Bloodfist 4 – Deadly Dragon (Bloodfist IV: Die Tryin)
- 1993: City Hunter
- 1993: Cyborg Warriors (Knights)
- 1993: Fire Force – Die Gladiatoren (Firepower)
- 1995: Fist of the Northstar, siehe Fist of the North Star
- 1995: Heatseeker
- 1996: Speed Rage (Rage)
- 1997: Night of Terror (Riot)
- 1997: Bloodmoon – Stunde des Killers (Bloodmoon)
- 1997: Hawk’s Revenge – Tödliche Rache (Hawk's Vengeance)
- 1998: Recoil – Tödliche Vergeltung (Recoil)
- 1998: Spoiler – Verdammt im Eis
- 2000: Epicenter
- 2001: Queen’s Messenger
- 2003: Black Friday
- 2004: Retrograde – Krieg auf dem Eisplaneten (Retrograde)
- 2005: Submerged
- 2006: Reptilicant
- 2008: The Legend of Bruce Lee
- 2009: La Linea
- 2010: Tekken
- 2010: The Expendables
- 2010: Hunt to Kill
- 2010: Game of Death
- 2010: La Linea 2 (Across the Line: The Exodus of Charlie Wright)
- 2010: The Lazarus Papers
- 2011: Forced to Fight
- 2012: The Encounter: Paradise Lost
- 2012: The Mark
- 2013: The Mark: Redemption
- 2013: Die Bangkok Verschwörung (A Stranger in Paradise)
- 2014: Tekken 2: Kazuya’s Revenge
- 2014: Misfire
- 2015: A Hitman in London
- 2015: Quyên
- 2016: Rumble
- 2018: Astro
- 2018: Vengeance
- 2021: The Gardener
- 2022: Bring Him Back Dead
- 2021–2022: Kung Fu (Fernsehserie, Folgen 1x07, 3x04)
- 2023: Origins

### Als Filmproduzent
- 1996: Speed Rage (Rage)
- 1997: Night of Terror (Riot)
- 1997: Bloodmoon – Stunde des Killers (Bloodmoon)
- 2001: Black Friday